# Bolszaja Worowska
Bolszaja Worowska (ros. Большая Воровская) – rzeka w azjatyckiej części Rosji, w Kraju Kamczackim na rejonie sobolewskim. Rzeka ma długość 167km, a jej zlewnia obejmuje około 3660km². Rzeka powstaje z połączenia Lewej Worowskiej i Prawej Worowskiej w paśmie górskim Ganalskij chriebiet, a następnie wpływa do Morza Ochockiego.